# Pierre Foncin
Pour les articles homonymes, voir Foncin.
Pierre François Charles Foncin, né le 2 mai 1841 à Limoges et mort le 14 décembre 1916 à Paris, est un professeur, un historien et un géographe français.

## Biographie

### Jeunesse et formation
Il effectue ses études tout d'abord au lycée de Laval, où il obtient en 1857 le prix d'honneur de discours latin. Il va ensuite à Amiens, puis à l'internat Sainte-Barbe. Puis en 1860, élève au lycée Louis-le-Grand, il remporte, comme vétéran de rhétorique, le premier prix du concours de discours français  qui était ouvert à tous les lycées de Paris et de Versailles..
Il entre à l’École Normale Supérieure en 1860 dans la section Histoire. Il y fait la connaissance de Victor Duruy, historien reconnu, qui est maître de conférence  à l'ENS en 1861. Il sort de l'ENS en 1863, agrégé d'histoire.

### Carrière professionnelle
Il est nommé professeur au lycée de Carcassonne et publie, en 1866, le premier guide consacré à la Cité de Carcassonne qui sera réédité en 1902. Il est ensuite nommé à Troyes en 1865, puis à Mont-de-Marsan en 1866 dans le premier lycée de France où Victor Duruy, ministre de l'Instruction Publique, met en place son programme d'enseignement "moderne" et enfin  à Bordeaux en 1868. Il devient docteur-es lettres en 1876 grâce à une thèse intitulée Essai sur le ministère de Turgot. À Bordeaux, il joue un rôle majeur dans la fondation de la Société de géographie commerciale de Bordeaux (1874). En 1875, il publie chez Armand Colin son premier livre de géographie destiné à l'enseignement primaire (La première année de géographie), qui sera suivi par  6 autres volumes, lesquels seront vendus à des millions d'exemplaires. Il occupe en 1877 la chaire de géographie créée spécialement pour lui à l'université de Bordeaux. Il est, avec les maîtres de grammaire Larive et Fleury, le détenteur du record des livres scolaires vendus puisqu'en 1920 ils seront crédités de 26 millions de livres vendus, record qui n'a jamais été dépassé jusqu'à aujourd'hui.
Il est nommé en 1879 recteur d'académie à Douai. En novembre 1881, il est nommé par Paul Bert directeur de l'enseignement secondaire, puis en février 1882, inspecteur général de l'enseignement secondaire, poste qu'il occupera jusqu'à sa retraite en 1911.
Il joue un rôle prépondérant dans la fondation de l'Alliance française de 1883, dont il sera Secrétaire Général puis Président jusqu'en 1914.
Mort le 14 décembre 1916, il est inhumé au cimetière du Père-Lachaise à Paris.

### Vie privée
Le 2 avril 1866, il épouse à Carcassonne Anne Sylvestre (1841-1887). De cette union naîtra une fille Antoinette, qui épousera Jean-Baptiste Passerieux. À la suite du décès d'Anne Sylvestre, Pierre Foncin épouse en juin 1890 Jeanne Marie  de Pozzi  dont il aura 2 filles Myriem en 1893 et Mireille en 1895. Le géographe fait édifier pour sa nouvelle épouse une grande maison à Cavalaire sur Mer « Lou Casteou dou Souleou » en 1893-94 sur un domaine de 15 ha  dominant la mer et entourée d'un jardin botanique méditerranéen. Cette maison est un amer très connu des marins. En 1977, la propriété de Cavalaire est léguée au Conservatoire du littoral par Mireille Foncin restée célibataire sans descendance. Conformément au désir de Mireille Foncin et du Conservatoire du Littoral, cette maison est ouverte au public depuis mai 2022.

## Principales publications
- 1866, Guide historique, archéologique et descriptif... de Carcassonne Carcassonne : impr. de L. Pomiès.(Plusieurs rééditions)
- 1875, La Première Année de Géographie, Librairie Armand Colin Paris - 460000 exemplaires vendus entre 1875 et 1881
- 1877, Essai sur le Ministère de Turgot, Germer-Baillière, Paris. Prix Thérouanne en 1877.
- 1888, La Deuxième Année de géographie, Librairie Classique Armand Colin et Cie.
- 1900, La Troisième Année de géographie (Leçons en regard des cartes) À l'usage de l'enseignement secondaire classique, moderne et des jeunes filles de l'enseignement primaire supérieur, des écoles commerciales, Armand Colin, Paris.
- 1910, Les Maures et l'Estérel, Armand Colin, Paris.